# 郑晨
郑晨（1965年10月8日—）是浙江金华婺城区乾西乡坛里郑村人。中国田径运动员。

## 生平
早年郑晨进金华县体校，之后入选浙江省田径队、国家田径队。1983年在第5届全国运动会上，获100米跑第5名（10.66秒）和200米跑第4名（21.35秒）；在全国青年田径锦标赛中，获100米跑（10.75秒）和200米跑（21.70秒）两项冠军。1984年在全国田径冠军赛、全国青年田径锦标赛和全国田径运动会上，均获100米跑冠军，最好成绩为10.43秒。1985年在第6届亚洲田径锦标赛中，以10.28秒的成绩获100米跑冠军，并与队友合作以39.34秒的成绩获4×100米接力赛跑冠军，均破亚洲纪录。
1986年9月20日至10月5日，在韩国汉城举行的第10届亚洲运动会中，郑晨以10.47秒的成绩，获得男子100米铜牌，也是中国在此项目中的第一枚奖牌。在1990年亚洲运动会上，他夺得男子100米亚军。直到2010年广州亚运会另一名中国运动员劳义才突破中国男运动员在这个项目上这个名次（劳义是中国首位获得亚运会男子田徑100米金牌的选手）。同届比赛中，他还与队友合作，以39秒17的成绩获4×100米接力赛跑冠军，再破亚洲纪录。1987年，郑晨代表浙江队，获中华人民共和国第六届运动会100米跑冠军和200米跑亚军。
1990年以后，郑晨逐渐退出训练。因为原定于1991年举行的第七届全运会推迟两年举行。1993年临危受命参加了第七届全运会，以男子100米第八名退役，之后下海经商，再之后供职于浙江省体育竞赛中心。

## 國際大型運動賽會
| 年   | 賽事               | 舉辦城市         | 名次  | 項目          | 記錄                     |
| ---- | ------------------ | ---------------- | ----- | ------------- | ------------------------ |
| 1985 | 亞洲田徑錦標賽     | 印度尼西亞雅加達 | 金牌  | 100公尺       | 10.28秒（Personal Best） |
| 1985 | 亞洲田徑錦標賽     | 印度尼西亞雅加達 | 金牌  | 4×100公尺接力 | 39.34秒（Season Best）   |
| 1985 | IAAF World Cup     | 坎培拉           | 第8名 | 100公尺       | 10.49秒                  |
| 1985 | IAAF World Cup     | 坎培拉           | 第8名 | 4×100公尺接力 | 39.74秒                  |
| 1986 | 亞洲運動會         | 漢城             | 銅牌  | 100公尺       | 10.47秒                  |
| 1986 | 亞洲運動會         | 漢城             | 金牌  | 4×100公尺接力 | 39.17秒（Season Best）   |
| 1987 | 世界田徑錦標賽     | 義大利羅馬       | 第7名 | 4×100公尺接力 | 39.93秒                  |
| 1988 | 夏季奧林匹克運動會 | 漢城             | 7qf2  | 100公尺       | 10.72秒                  |
| 1988 | 夏季奧林匹克運動會 | 漢城             | sf2   | 4×100公尺接力 | Did Not Finish           |
| 1989 | 亞洲田徑錦標賽     | 印度新德里       | 金牌  | 100公尺       | 10.35秒（Season Best）   |
| 1989 | 亞洲田徑錦標賽     | 印度新德里       | 金牌  | 4×100公尺接力 | 39.28秒（Season Best）   |
| 1990 | 亞洲運動會         | 中国北京市       | 銀牌  | 100公尺       | 10.51秒（Season Best）   |
| 1990 | 亞洲運動會         | 中国北京市       | 金牌  | 4×100公尺接力 | 38.99秒                  |
| 1991 | 亞洲田徑錦標賽     | 马来西亚吉隆坡   | 金牌  | 4×100公尺接力 | 39.20秒（Season Best）   |
| 1992 | IAAF World Cup     | 古巴哈瓦那       | 第8名 | 4×100公尺接力 | 39.89秒（Season Best）   |

## 外部連結
- 郑晨在国际奥林匹克委员会的资料
- 郑晨在的頁面